# Großer Preis von Österreich 1981
Der Große Preis von Österreich 1981 (offiziell XIX Großer Preis von Osterreich) fand am 16. August auf dem Österreichring in der Nähe von Zeltweg statt und war das elfte Rennen der Formel-1-Weltmeisterschaft 1981.

## Berichte

### Hintergrund
Mit Ausnahme des finanziell angeschlagenen Fittipaldi-Teams, das keine ausreichende Anzahl Motoren zur Verfügung hatte, trat ein im Vergleich zum Großen Preis von Deutschland unverändertes Teilnehmerfeld zum elften WM-Lauf der Saison an.

### Training
Wie bereits zwei Wochen zuvor in Hockenheim belegten die beiden Renault-Piloten die erste Startreihe, allerdings in umgekehrter Reihenfolge mit René Arnoux auf der Pole-Position vor Alain Prost. Der ebenfalls mit einem Turbomotor ausgestattete Ferrari-Pilot Gilles Villeneuve folgte auf dem dritten Rang vor Jacques Laffite auf Ligier. Die Williams-Teamkollegen Carlos Reutemann und Alan Jones bildeten die dritte Startreihe.

### Rennen
Am Start überholte Villeneuve die beiden Renault und ging vor diesen sowie seinem von Platz acht aus ebenfalls sehr gut gestarteten Teamkollegen Didier Pironi in Führung. Durch einen Fahrfehler Villeneuves, der ihn auf den sechsten Rang zurückwarf, gelangten die beiden Renault-Piloten allerdings bereits während der zweiten Runde wieder auf ihre Ausgangspositionen zurück und konnten sich vom Rest des Feldes absetzen. Dies wurde unter anderem dadurch begünstigt, dass der nun Drittplatzierte Pironi in seinem nicht konkurrenzfähigen Wagen die weiteren Verfolger deutlich aufzuhalten schien. Als in der neunten Runde Laffite als erster den Weg an seinem Landsmann vorbei fand, hatten sich Prost und Arnoux an der Spitze bereits einen Vorsprung von rund 20 Sekunden herausgefahren.
Laffite konnte im Verlauf der weiteren Runden den Vorsprung der Führenden nach und nach verkürzen, gefolgt von Piquet und den beiden Williams-Fahrern Jones und Reutemann, die zwischenzeitlich ebenfalls an Pironi vorbeigezogen waren. In der 39. Runde überholte er Arnoux und ging dadurch in Führung, da Prost zuvor aufgrund eines Aufhängungsschadens ausgeschieden war.
Hinter Laffite, Arnoux und Piquet belegten Jones und Reutemann die Plätze fünf und sechs. John Watson erhielt als Sechster den letzten WM-Punkt des Tages.

## Meldeliste
| Team                           | Nr. | Fahrer             | Chassis         | Motor                    | Reifen |
| ------------------------------ | --- | ------------------ | --------------- | ------------------------ | ------ |
| TAG Williams Team              | 01  | Alan Jones         | Williams FW07C  | Ford Cosworth DFV 3.0 V8 | G      |
| TAG Williams Team              | 02  | Carlos Reutemann   | Williams FW07C  | Ford Cosworth DFV 3.0 V8 | G      |
| Tyrrell Racing Team            | 03  | Eddie Cheever      | Tyrrell 011     | Ford Cosworth DFV 3.0 V8 | A      |
| Tyrrell Racing Team            | 04  | Michele Alboreto   | Tyrrell 010     | Ford Cosworth DFV 3.0 V8 | A      |
| Parmalat Racing Team           | 05  | Nelson Piquet      | Brabham BT49C   | Ford Cosworth DFV 3.0 V8 | G      |
| Parmalat Racing Team           | 06  | Héctor Rebaque     | Brabham BT49C   | Ford Cosworth DFV 3.0 V8 | G      |
| Marlboro McLaren International | 07  | John Watson        | McLaren MP4/1   | Ford Cosworth DFV 3.0 V8 | M      |
| Marlboro McLaren International | 08  | Andrea de Cesaris  | McLaren MP4/1   | Ford Cosworth DFV 3.0 V8 | M      |
| Team ATS                       | 09  | Slim Borgudd       | ATS D5          | Ford Cosworth DFV 3.0 V8 | A      |
| John Player Team Lotus         | 11  | Elio de Angelis    | Lotus 87        | Ford Cosworth DFV 3.0 V8 | G      |
| John Player Team Lotus         | 12  | Nigel Mansell      | Lotus 87        | Ford Cosworth DFV 3.0 V8 | G      |
| Ensign Racing                  | 14  | Eliseo Salazar     | Ensign N180B    | Ford Cosworth DFV 3.0 V8 | A      |
| Équipe Renault Elf             | 15  | Alain Prost        | Renault RE30    | Renault EF1 1.5 V6t      | M      |
| Équipe Renault Elf             | 16  | René Arnoux        | Renault RE30    | Renault EF1 1.5 V6t      | M      |
| March Grand Prix Team          | 17  | Derek Daly         | March 811       | Ford Cosworth DFV 3.0 V8 | A      |
| Marlboro Team Alfa Romeo       | 22  | Mario Andretti     | Alfa Romeo 179B | Alfa Romeo 1260 3.0 V12  | M      |
| Marlboro Team Alfa Romeo       | 23  | Bruno Giacomelli   | Alfa Romeo 179B | Alfa Romeo 1260 3.0 V12  | M      |
| Équipe Talbot Gitanes          | 25  | Patrick Tambay     | Ligier JS17     | Matra MS81 3.0 V12       | M      |
| Équipe Talbot Gitanes          | 26  | Jacques Laffite    | Ligier JS17     | Matra MS81 3.0 V12       | M      |
| Scuderia Ferrari SpA SEFAC     | 27  | Gilles Villeneuve  | Ferrari 126CK   | Ferrari 021 1.5 V6t      | M      |
| Scuderia Ferrari SpA SEFAC     | 28  | Didier Pironi      | Ferrari 126CK   | Ferrari 021 1.5 V6t      | M      |
| Ragno Arrows Beta Racing Team  | 29  | Riccardo Patrese   | Arrows A3B      | Ford Cosworth DFV 3.0 V8 | P      |
| Ragno Arrows Beta Racing Team  | 30  | Siegfried Stohr    | Arrows A3B      | Ford Cosworth DFV 3.0 V8 | P      |
| Osella Squadra Corse           | 31  | Beppe Gabbiani     | Osella FA1B     | Ford Cosworth DFV 3.0 V8 | M      |
| Osella Squadra Corse           | 32  | Jean-Pierre Jarier | Osella FA1B     | Ford Cosworth DFV 3.0 V8 | M      |
| Theodore Racing Team           | 33  | Marc Surer         | Theodore TY01   | Ford Cosworth DFV 3.0 V8 | A      |
| Candy Toleman Motorsport       | 35  | Brian Henton       | Toleman TG181   | Hart 415T 1.5 L4t        | P      |
| Candy Toleman Motorsport       | 36  | Derek Warwick      | Toleman TG181   | Hart 415T 1.5 L4t        | P      |

## Klassifikationen

### Qualifying
| Pos. | Fahrer             | Konstrukteur  | Qualifikationstraining 1 | Qualifikationstraining 1 | Qualifikationstraining 2 | Qualifikationstraining 2 | Start |
| Pos. | Fahrer             | Konstrukteur  | Zeit                     | Ø-Geschwindigkeit        | Zeit                     | Ø-Geschwindigkeit        | Start |
| ---- | ------------------ | ------------- | ------------------------ | ------------------------ | ------------------------ | ------------------------ | ----- |
| 01   | René Arnoux        | Renault       | 1:32,682                 | 230,802 km/h             | 1:32,018                 | 232,468 km/h             | 01    |
| 02   | Alain Prost        | Renault       | 1:32,978                 | 230,067 km/h             | 1:32,321                 | 231,705 km/h             | 02    |
| 03   | Gilles Villeneuve  | Ferrari       | 1:33,334                 | 229,190 km/h             | 1:35,150                 | 224,816 km/h             | 03    |
| 04   | Jacques Laffite    | Ligier-Matra  | 1:35,002                 | 225,166 km/h             | 1:34,398                 | 226,606 km/h             | 04    |
| 05   | Carlos Reutemann   | Williams-Ford | 1:34,531                 | 226,288 km/h             | 1:35,633                 | 223,680 km/h             | 05    |
| 06   | Alan Jones         | Williams-Ford | 1:34,654                 | 225,994 km/h             | 1:34,999                 | 225,173 km/h             | 06    |
| 07   | Nelson Piquet      | Brabham-Ford  | 1:34,871                 | 225,477 km/h             | 1:35,519                 | 223,947 km/h             | 07    |
| 08   | Didier Pironi      | Ferrari       | 1:35,346                 | 224,353 km/h             | 1:35,037                 | 225,083 km/h             | 08    |
| 09   | Elio de Angelis    | Lotus-Ford    | 1:35,294                 | 224,476 km/h             | 1:35,858                 | 223,155 km/h             | 09    |
| 10   | Riccardo Patrese   | Arrows-Ford   | 1:35,912                 | 223,029 km/h             | 1:35,442                 | 224,128 km/h             | 10    |
| 11   | Nigel Mansell      | Lotus-Ford    | 1:36,688                 | 221,239 km/h             | 1:35,569                 | 223,830 km/h             | 11    |
| 12   | John Watson        | McLaren-Ford  | 1:36,007                 | 222,809 km/h             | 1:35,977                 | 222,878 km/h             | 12    |
| 13   | Mario Andretti     | Alfa Romeo    | 1:36,560                 | 221,533 km/h             | 1:36,079                 | 222,642 km/h             | 13    |
| 14   | Jean-Pierre Jarier | Osella-Ford   | 1:38,004                 | 218,269 km/h             | 1:36,117                 | 222,554 km/h             | 14    |
| 15   | Héctor Rebaque     | Brabham-Ford  | 1:36,511                 | 221,645 km/h             | 1:36,150                 | 222,477 km/h             | 15    |
| 16   | Bruno Giacomelli   | Alfa Romeo    | 1:37,637                 | 219,089 km/h             | 1:36,216                 | 222,325 km/h             | 16    |
| 17   | Patrick Tambay     | Ligier-Matra  | 1:36,233                 | 222,285 km/h             | 1:36,443                 | 221,801 km/h             | 17    |
| 18   | Andrea de Cesaris  | McLaren-Ford  | 1:36,657                 | 221,310 km/h             | keine Zeit               | –                        | 18    |
| 19   | Derek Daly         | March-Ford    | 1:37,777                 | 218,775 km/h             | 1:37,230                 | 220,006 km/h             | 19    |
| 20   | Eliseo Salazar     | Ensign-Ford   | 1:38,273                 | 217,671 km/h             | 1:37,631                 | 219,103 km/h             | 20    |
| 21   | Slim Borgudd       | ATS-Ford      | 1:38,529                 | 217,106 km/h             | 1:37,709                 | 218,928 km/h             | 21    |
| 22   | Michele Alboreto   | Tyrrell-Ford  | 1:39,374                 | 215,260 km/h             | 1:38,084                 | 218,091 km/h             | 22    |
| 23   | Marc Surer         | Theodore-Ford | 1:38,522                 | 217,121 km/h             | 1:44,262                 | 205,168 km/h             | 23    |
| 24   | Siegfried Stohr    | Arrows-Ford   | 1:38,616                 | 216,914 km/h             | 1:38,546                 | 217,068 km/h             | 24    |
| DNQ  | Eddie Cheever      | Tyrrell-Ford  | 1:38,583                 | 216,987 km/h             | 1:39,351                 | 215,309 km/h             | –     |
| DNQ  | Derek Warwick      | Toleman-Hart  | 1:40,391                 | 213,079 km/h             | 1:38,593                 | 216,965 km/h             | –     |
| DNQ  | Brian Henton       | Toleman-Hart  | 1:39,987                 | 213,940 km/h             | 1:38,691                 | 216,749 km/h             | –     |
| DNQ  | Beppe Gabbiani     | Osella-Ford   | 1:41,198                 | 211,380 km/h             | 1:46,079                 | 201,653 km/h             | –     |

### Rennen
| Pos. | Fahrer             | Konstrukteur  | Runden | Stopps | Zeit       | Start | Schnellste Runde |
| ---- | ------------------ | ------------- | ------ | ------ | ---------- | ----- | ---------------- |
| 01   | Jacques Laffite    | Ligier-Matra  | 53     | 0      | 1:27:36,47 | 04    | 1:37,62 (47.)    |
| 02   | René Arnoux        | Renault       | 53     | 0      | + 5,17     | 01    | 1:38,24          |
| 03   | Nelson Piquet      | Brabham-Ford  | 53     | 0      | + 7,34     | 07    | 1:38,00          |
| 04   | Alan Jones         | Williams-Ford | 53     | 0      | + 12,04    | 06    | 1:37,66          |
| 05   | Carlos Reutemann   | Williams-Ford | 53     | 0      | + 31,85    | 05    | 1:38,69          |
| 06   | John Watson        | McLaren-Ford  | 53     | 0      | + 1:31,14  | 12    | 1:38,65          |
| 07   | Elio de Angelis    | Lotus-Ford    | 52     | 0      | + 1 Runde  | 09    | 1:39,37          |
| 08   | Andrea de Cesaris  | McLaren-Ford  | 52     | 0      | + 1 Runde  | 18    | 1:39,71          |
| 09   | Didier Pironi      | Ferrari       | 52     | 0      | + 1 Runde  | 08    | 1:40,66          |
| 10   | Jean-Pierre Jarier | Osella-Ford   | 51     | 0      | + 2 Runden | 14    | 1:42,46          |
| 11   | Derek Daly         | March-Ford    | 47     | 3      | + 6 Runden | 19    | 1:40,18          |
| –    | Mario Andretti     | Alfa Romeo    | 46     | 1      | DNF        | 13    | 1:41,32          |
| –    | Slim Borgudd       | ATS-Ford      | 44     | 0      | DNF        | 21    | 1:40,88          |
| –    | Eliseo Salazar     | Ensign-Ford   | 43     | 0      | DNF        | 20    | 1:40,42          |
| –    | Riccardo Patrese   | Arrows-Ford   | 43     | 1      | DNF        | 10    | 1:38,85          |
| –    | Michele Alboreto   | Tyrrell-Ford  | 40     | 0      | DNF        | 22    | 1:41,32          |
| –    | Bruno Giacomelli   | Alfa Romeo    | 34     | 0      | DNF        | 16    | 1:41,36          |
| –    | Héctor Rebaque     | Brabham-Ford  | 32     | 1      | DNF        | 15    | 1:40,47          |
| –    | Siegfried Stohr    | Arrows-Ford   | 27     | 0      | DNF        | 24    | 1:42,80          |
| –    | Alain Prost        | Renault       | 26     | 0      | DNF        | 02    | 1:38,41          |
| –    | Patrick Tambay     | Ligier-Matra  | 26     | 1      | DNF        | 17    | 1:40,82          |
| –    | Nigel Mansell      | Lotus-Ford    | 23     | 0      | DNF        | 11    | 1:39,36          |
| –    | Gilles Villeneuve  | Ferrari       | 11     | 0      | DNF        | 03    | 1:41,05          |
| –    | Marc Surer         | Theodore-Ford | 0      | 0      | DNF        | 23    | –                |

## WM-Stände nach dem Rennen
Die ersten sechs des Rennens bekamen 9, 6, 4, 3, 2 bzw. 1 Punkt(e). In der Fahrerwertung wurden die besten elf Resultate, in der Konstrukteurswertung alle Resultate gewertet.

### Fahrerwertung
| Pos. | Fahrer            | Konstrukteur                | Punkte |
| ---- | ----------------- | --------------------------- | ------ |
| 01   | Carlos Reutemann  | Williams-Ford               | 45     |
| 02   | Nelson Piquet     | Brabham-Ford                | 39     |
| 03   | Jacques Laffite   | Ligier-Matra                | 34     |
| 04   | Alan Jones        | Williams-Ford               | 27     |
| 05   | John Watson       | McLaren-Ford                | 21     |
| 06   | Gilles Villeneuve | Ferrari                     | 21     |
| 07   | Alain Prost       | Renault                     | 19     |
| 08   | René Arnoux       | Renault                     | 11     |
| 09   | Riccardo Patrese  | Arrows-Ford                 | 10     |
| 10   | Eddie Cheever     | Tyrrell-Ford                | 10     |
| 11   | Héctor Rebaque    | Brabham-Ford                | 8      |
| 12   | Elio de Angelis   | Lotus-Ford                  | 8      |
| 13   | Didier Pironi     | Ferrari                     | 7      |
| 14   | Nigel Mansell     | Lotus-Ford                  | 5      |
| 15   | Marc Surer        | Ensign-Ford / Theodore-Ford | 4      |
| 16   | Mario Andretti    | Alfa Romeo                  | 3      |
| 17   | Patrick Tambay    | Theodore-Ford / Ligier-Ford | 1      |

| Pos. | Fahrer                | Konstrukteur               | Punkte |
| ---- | --------------------- | -------------------------- | ------ |
| 18   | Andrea de Cesaris     | McLaren-Ford               | 1      |
| 19   | Slim Borgudd          | ATS-Ford                   | 1      |
| 20   | Jean-Pierre Jarier    | Ligier-Matra / Osella-Ford | 0      |
| 21   | Chico Serra           | Fittipaldi-Ford            | 0      |
| 22   | Bruno Giacomelli      | Alfa Romeo                 | 0      |
| 23   | Derek Daly            | March-Ford                 | 0      |
| 24   | Keke Rosberg          | Fittipaldi-Ford            | 0      |
| 25   | Siegfried Stohr       | Arrows-Ford                | 0      |
| 26   | Michele Alboreto      | Tyrrell-Ford               | 0      |
| 27   | Jan Lammers           | ATS-Ford                   | 0      |
| 28   | Ricardo Zunino        | Tyrrell-Ford               | 0      |
| 29   | Piercarlo Ghinzani    | Osella-Ford                | 0      |
| 30   | Eliseo Salazar        | March-Ford / Ensign-Ford   | 0      |
| –    | Miguel Ángel Guerra   | Osella-Ford                | 0      |
| –    | Beppe Gabbiani        | Osella-Ford                | 0      |
| –    | Jean-Pierre Jabouille | Ligier-Matra               | 0      |

### Konstrukteurswertung
| Pos. | Konstrukteur  | Punkte |
| ---- | ------------- | ------ |
| 01   | Williams-Ford | 72     |
| 02   | Brabham-Ford  | 47     |
| 03   | Ligier-Matra  | 34     |
| 04   | Renault       | 30     |
| 05   | Ferrari       | 28     |
| 06   | McLaren-Ford  | 22     |
| 07   | Lotus-Ford    | 13     |
| 08   | Arrows-Ford   | 10     |

| Pos. | Konstrukteur    | Punkte |
| ---- | --------------- | ------ |
| 09   | Tyrrell-Ford    | 10     |
| 10   | Ensign-Ford     | 4      |
| 11   | Alfa Romeo      | 3      |
| 12   | Theodore-Ford   | 1      |
| 13   | ATS-Ford        | 1      |
| 14   | Fittipaldi-Ford | 0      |
| 15   | Osella-Ford     | 0      |
| 16   | March-Ford      | 0      |